# 全国高等学校体育連盟
公益財団法人全国高等学校体育連盟（ぜんこくこうとうがっこうたいいくれんめい）は、日本の高校のスポーツを統括する公益財団法人である。
略称は、全国高体連（ぜんこくこうたいれん）または、高体連（こうたいれん）。

## 歴史
- 1948年（昭和23年）06月28日 - 創設
- 1963年（昭和38年） - 全国高等学校総合体育大会初開催
- 2001年（平成13年）03月09日 - 財団法人化
- 2012年（平成24年）04月01日 - 公益財団法人化

## 歴代会長
- 細川潤一郎
- 星一雄
- 小松直行
- 両角英運
- 岩下富蔵
- 尾崎剛毅
- 田中喜一郎
- 新井廸之
- 宮田豊太郎
- 岸田文男
- 井上敬一
- 根津哲夫
- 磨井洋一
- 風巻磊蔵
- 鈴木英久
- 大野慎一郎
- 家弓鐵矢
- 福田満雄
- 久野猛
- 河上一雄
- 天沼照夫
- 坂田敬一
- 三田清一：2009年（平成21年） - 2013年（平成25年）
- 平池徳見：2013年（平成25年）
- 小野力：2013年（平成25年） - 2015年（平成27年）
- 岡田正治
- 鈴木康司

## 当連盟が主催する主な大会
当連盟は関連する中央競技団体やメディアなどと共に大会を主催している。なお全日本バレーボール高等学校選手権大会を除き、選抜大会は共催扱い。
- 全国高等学校定時制通信制体育大会
- 全国高等学校総合体育大会
  - 全国高等学校駅伝競走大会（日本陸上競技連盟）
  - 全国高等学校ラグビーフットボール大会 （日本ラグビーフットボール協会）
- 全国高等学校バスケットボール選手権大会 （日本バスケットボール協会）
- 全国高等学校サッカー選手権大会 （日本サッカー協会）
- 全国高等学校柔道選手権大会 （全日本柔道連盟）
- 全日本バレーボール高等学校選手権大会 （日本バレーボール協会）
- 全国選抜高校テニス大会 （日本テニス協会）
- 全国高等学校体操競技選抜大会、全国高等学校新体操選抜大会 （日本体操協会）
- 全国高等学校選抜卓球大会 （日本卓球協会）
- 全日本高等学校選抜ソフトテニス大会 （日本ソフトテニス連盟）
- 全国高等学校ハンドボール選抜大会 （日本ハンドボール協会）
- 全国高等学校選抜バドミントン大会 （日本バドミントン協会）
- 全国高等学校ソフトボール選抜大会 （日本ソフトボール協会）
- 全国高等学校相撲選抜大会 （日本相撲連盟）
- 全国高等学校選抜ボート大会 （日本ローイング協会）
- 全国高等学校剣道選抜大会 （全日本剣道連盟）
- 全国高等学校選抜レスリング大会 （日本レスリング協会）
- 全国高等学校弓道選抜大会 （全日本弓道連盟）
- 全国高等学校選抜自転車競技大会 （日本自転車競技連盟）
- 全国高等学校ボクシング選抜大会 （日本ボクシング連盟）
- 全国高等学校選抜ホッケー大会 （日本ホッケー協会）
- 全国高等学校ウエイトリフティング競技選抜大会、全国高等学校女子ウエイトリフティング競技選手権大会 （日本ウエイトリフティング協会）
- 全国高等学校選抜フェンシング大会 （日本フェンシング協会）
- 全国高等学校アーチェリー選抜大会 （全日本アーチェリー連盟）
- 全国高等学校選抜スキー大会 （全日本スキー連盟）
- 全国高等学校空手道選抜大会 （全日本空手道連盟）
- 全国高等学校なぎなた選抜大会 （全日本なぎなた連盟）
- 全国高等学校選抜アイスホッケー大会 （日本アイスホッケー連盟）
- 全国高等学校選抜スピードスケート大会 （日本スケート連盟）
- 全国高等学校少林寺拳法選抜大会 （少林寺拳法連盟）
- 全国高等学校ライフル射撃競技選手権大会 （日本ライフル射撃協会）

## 主な当連盟後援大会
- 全日本高校・大学ダンスフェスティバル（日本女子体育連盟）
- 全国高等学校選抜ラグビーフットボール大会、全国高等学校合同チームラグビーフットボール大会、ワールドラグビーユース交流大会、全国高等学校7人制ラグビーフットボール大会（日本ラグビーフットボール協会）
- 紫灘旗全国高校遠的弓道大会
- U18日本陸上競技選手権大会（日本陸上競技連盟）
- 全日本高等学校馬術競技大会（全日本高等学校馬術連盟）
- 日本高校ダンス部選手権（一般社団法人ストリートダンス協会）
- NEXT GENERATION MATCH（日本サッカー協会/日本プロサッカーリーグ）…FUJIFILM SUPER CUPの前座試合

## 管轄外の競技
- 野球（日本高等学校野球連盟）
- トランポリン（全国高等学校トランポリン連盟）
- ゴルフ（日本高等学校・中学校ゴルフ連盟）
- アメリカンフットボール（日本高等学校アメリカンフットボール連盟）
- ボウリング（JAPAN BOWLING）
- トライアスロン（日本トライアスロン連合）
- 日本拳法（全国高等学校日本拳法連盟）
- 銃剣道（全日本銃剣道連盟）
- 合気道（全国高等学校合気道連盟）
- 躰道（日本躰道協会）
- カーリング（日本カーリング協会、ただし青森県高体連が後援に加わっている）
- アームレスリング（JAMA日本アームレスリング連盟）
- なわとび（日本ロープスキッピング連盟）
- チアリーディング（日本チアリーディング協会）
- チアダンス（日本チアダンス協会）
- バトントワリング（日本バトン協会）
- パワーリフティング（全日本高等学校パワーリフティング連盟）